# کارل دوبری
کارل دوبری (چکی: Karel Dobrý؛ زادهٔ ۲ مهٔ ۱۹۶۹) بازیگر اهل جمهوری چک است.
از فیلم‌ها یا برنامه‌های تلویزیونی که وی در آن نقش داشته‌است می‌توان به تلماسه فرانک هربرت، فرزندان تلماسه فرانک هربرت، یانوشیک: روایتی واقعی، مأموریت غیرممکن، داستان یک شوالیه، زندگی گلگون، فاوست، دختر رؤیاهای شما، قبل از سقوط، سه شهریار، گمشده، آنه فرانک: تمام داستان، باتوری، در سایه، شعله و لیمو و کودک ۴۴ اشاره کرد.